# Hostašovice (Praha)
Hostašovice je zaniklá vesnice (dvůr) v blízkosti Točné na území dnešní Prahy. Je zmiňována poprvé v roce 1335, kdy ji (spolu s Točnou) malostranský johanitský klášter prodal klášteru zbraslavskému. Tento klášter měl Točnou s Hostašovicemi v držení (kromě doby husitské, kdy byla ves vyvlastněna pražany) nejméně do roku 1436. Před rokem 1526 však měl Točnou a dvůr Hostašovice v zástavě Jan Mládek a poté se staly majetkem dalších osob. V době, když zbraslavský klášter v roce 1622 koupil Točnou, nebyla již o Hostašovicích žádná zmínka – zřejmě do té doby zanikly.